# Andrés de la Calleja
Andrés de la Calleja – hiszpański malarz barokowy. 
Studiował w Madrycie. Był nadwornym malarzem Ferdynanda VII  i dyrektorem nowo powstałej Królewskiej Akademii Sztuk Pięknych Św. Ferdynanda. Współpracował z Królewską Manufakturą Tapiserii Santa Bárbara malując kartony do tapiserii – wzory do produkcji gobelinów.
Karol III był opiekunem jednej z największych świątyń w Madrycie – Kościoła San Francisco el Grande. Korzystający z protekcji króla zakon franciszkanów zamówił siedem obrazów mających zdobić ołtarze świątyni, a ich wykonanie zlecono siedmiu znanym malarzom epoki. Wśród wyróżnionych niewątpliwym zaszczytem artystów znalazł się również Calleja oraz: Francisco Goya, Mariano Salvador Maella, Francisco Bayeu, Gregorio Ferro, Antonio González Velázquez i José del Castillo. Malowidła powstały w latach 1781-83.